# Corazones rotos (película de 2024)
Corazones rotos, título original en francés L'Amour ouf y título internacional en inglés Beating Hearts, es una película musical de comedia romántica dirigida por Gilles Lellouche a partir de un guion que coescribió con Audrey Diwan, Ahmed Hamidi y Julien Lambroschini, basada en la novela irlandesa de 1997 Jackie Loves Johnser ¿OK? por Neville Thompson. Está protagonizada por François Civil y Adèle Exarchopoulos. El reparto incluye a Malik Frikah, Mallory Wanecque , Alain Chabat, Benoît Poelvoorde , Vincent Lacoste, Élodie Bouchez , Karim Leklou y Anthony Bajon.

## Sinopsis
Sigue una relación improbable entre dos personas. Una chica de una familia de clase media alta y un chico de origen modesto: se enamoran pero se separan; finalmente él se convierte en un criminal y pasa 12 años en prisión.

## Reparto
- François Civil como Clotaire[1]
- Adèle Exarchopoulos como Jackie
- Malik Frikah como Clotaire (17 años)
- Mallory Wanecque como Jackie (15 años)
- Alain Chabat como el padre de Jackie
- Anthony Bajon como Tony
- Jean-Pascal Zadi como Lionel
- Benoît Poelvoorde como La Brosse
- Vincent Lacoste como Jeffrey
- Élodie Bouchez como la madre de Clotaire
- Karim Leklou como el padre de Clotaire
- Raphaël Quenard como Kiki
- Louis Raison como Clotaire (12 años)[2]

## Lanzamiento
La película tuvo su estreno mundial en la competencia oficial del Festival de Cine de Cannes de 2024 .
StudioCanal estrenó la película en Francia el 16 de octubre de 2024.
La película se estrenará fuera de Francia con el título Beating Hearts . Fue la primera película coadquirida por Canal Plus , Netflix y France Télévisions. La película se presentó a los compradores en el Rendez-Vous de Unifrance en París en enero de 2024.
En España se estrenó, con el título de Corazones rotos, el 31 de enero de 2025.

## Reconocimientos
* Fuente: Página de la película en Filmaffinity. 
| Año  | Premio / Festival de Cine  | Categoría                       | Nominado/a                                                | Resultado |
| ---- | -------------------------- | ------------------------------- | --------------------------------------------------------- | --------- |
| 2024 | Festival de Cine de Sitges | Mejor película (Sección Órbita) | Gilles Lellouche                                          | Nominado  |
| 2024 | Festival de Cannes         | Palma de Oro                    | Gilles Lellouche                                          | Nominado  |
| 2025 | Premios César              | Mejor dirección                 | Gilles Lellouche                                          | Pendiente |
| 2025 | Premios César              | Mejor actor                     | François Civil                                            | Pendiente |
| 2025 | Premios César              | Mejor actriz                    | Adèle Exarchopoulos                                       | Pendiente |
| 2025 | Premios César              | Mejor actor secundario          | Alain Chabat                                              | Pendiente |
| 2025 | Premios César              | Mejor actriz secundaria         | Élodie Bouchez                                            | Pendiente |
| 2025 | Premios César              | Mejor actor revelación          | Malik Frikah                                              | Pendiente |
| 2025 | Premios César              | Mejor actriz revelación         | Mallory Wanecques                                         | Pendiente |
| 2025 | Premios César              | Mejor fotografía                | Laurent Tangy                                             | Pendiente |
| 2025 | Premios César              | Mejor montaje                   | Simon Jacquet                                             | Pendiente |
| 2025 | Premios César              | Mejor música                    | Jon Brion                                                 | Pendiente |
| 2025 | Premios César              | Mejor decorado                  | Jean-Philippe Moreaux                                     | Pendiente |
| 2025 | Premios César              | Mejor vestuario                 | Isabelle Pannetier                                        | Pendiente |
| 2025 | Premios César              | Mejor sonido                    | Cédric Deloche, Gwennolé Le Borgne, Jon Goc y Marc Doisne | Pendiente |